# 井桁裕子
井桁 裕子（いげた ひろこ、1967年10月12日 - ）は、東京都出身の人形作家。
1991年、武蔵野美術大学視覚伝達デザイン学科卒業。大学在学中に日本創作人形学院にて本城弘太郎に球体関節人形を学ぶ。大学卒業後はデザイン会社に勤務するかたわら球体関節人形を制作、グループ展などで発表する。
1996年、自身の社会性において自分の身体を正しく把握できないことへの危機感から「セルフポートレートドール」として自分をモデルにした球体関節人形を制作。女性の身体の「見る・見られる」主体と客体の問題に注目する。その後、友人をモデルに肖像の人形を制作し始める。以来、現実に出会った人物をモチーフにした一連の「肖像人形」の制作につながっていく。
2003年の個展に続き、2004年に東京都現代美術館での「Dolls of INNOCENCE 球体関節人形展」に参加。そこで《闘病日誌ー音楽家・金田真一氏の肖像人形》などを展示。同年、デザイン会社を退職、イラストレーターとして独立する一方で、作家活動を本格的に開始する。
2005年、和紙による張り子や桐塑などの、丈夫で環境負荷の少ない素材での制作を学ぶため「四谷シモン人形学校（エコール・ド・シモン）」に入学。映画監督・坪川拓史の劇場用長編映画「アリア」（2006）に四谷シモンが出演、それに共演する人形の制作を手がける。同監督の次の長編映画「ハーメルン」（2013）にも人形制作で参加。
また2004年以降「舞踏」と出会い、身体表現・パフォーマンスに関心を深める。2007年に舞踏家・吉本大輔氏の肖像作品を制作して以降、球体関節人形のスタイルを越えた造形を求め始める。
2012年に重度障害者でありながら女優・コンテンポラリーダンサーとして活躍する森田かずよと出会い、2年半をかけてその身体を忠実に造形した《片脚で立つ森田かずよの肖像》を制作。2015年の個展で同作品の発表以来、美術や創作人形とは離れた分野での発表の機会を広げる。
桐塑、陶、布、油彩、人毛など様々な素材を使い、人間個人の存在感や身体のイメージなどを表現する。

## 展覧会
1994年
- 「時のない部屋から」アートギャラリーせ・らーる（東京）

1996年
- Craft< ing >Artist展3　アートスペース・コア（東京）

1999年
- 「私的環境論」（二人展）アートスペース・コア（東京）

2001年
- セレクション21関東現代美術展（群馬県太田市）

2003年
- 1月 個展「ポートレートドール異説」（ギャラリーエス）

2004年
- 2月 「球体関節人形展 Dolls of INNOCENSE」（日本テレビ、東京都現代美術館）

2005年
- 3月 「オトメ会議2」（ギャラリーエス）

2006年
- 「舞踏＋人形　Double-ドゥーブル」舞踏公演　ストライプハウスギャラリー（東京）

2007年
- 6月 個展「人形を探す旅ー面影」（オルタナティブスペースRAFT)
- 10月 「人・形展」（丸善丸の内本店）
- 12月 個展（昔人形青山/K1ドヲル）

2008年
- 3月 「World Dolls」（モスクワ、マネージ広場中央展示ホール）
- 9月 「あの窓のむこうから～人形作家の絵と人形展」（丸善日本橋本店）
- 10月 「人・形展」（丸善丸の内本店）

2009年
- 2月 「人形がたり～たまさか人形堂より～」（珈琲舎・書肆アラビク）
- 4月 「世界創作人形展」（丸善丸の内本店）
- 10月 「人・形展」（丸善丸の内本店）

2010年
- 3月 個展「井桁裕子作品展　私小説・肖像の人形」（ときの忘れもの）　舞踏家・吉本大輔をモデルとした《枡形山の鬼》2007、舞踏家・石川慶をモデルとした《Kei Doll》2010、義足のイラストレーター・須川まきこをモデルとした《Makiko doll》2009、鉄の造形作家・大河原良子をモデルとした《錬金術 Ryoko-doll》2009、音楽家・金田真一をモデルとした《闘病日誌―音楽家・金田真一氏の肖像人形》、など大作が一堂に会す。
- 4月 「世界創作人形展」（丸善・丸の内本店）
- 7月9日 - 7月11日 「ART OSAKA」（堂島ホテル）
- 9月30日 - 10月7日 「第5回　人・形展」（丸善丸の内本店）
- 10月26日 - 11月7日 「飛鳥から奈良へ　国際彫刻展2010」（名勝大乗院庭園文化館）
- 11月「Simon Yotsuya and friends or Bellmer in Japan」（作品出品、及び四谷シモン作品ほか出品作品のコンディションチェック責任者として参加）　Ars Cameralis Silesiae Superioris主催　シロンスク・ミュージアム（ポーランド・カトヴィツェ）、クロニカCSW（ポーランド・ビトム）

2011年
- 「あの窓のむこうから～人形作家の絵と人形展」ぼらん・どぉる（東京）

- 「アートフェア京都 （ときの忘れもの）」（ホテルモントレ京都）

2012年
- 「ART KYOTO 2012（ときの忘れもの）」（国立京都国際会館）

- 「『魔淫の迷宮』刊行記念展」神保町画廊（東京）
- 11月　個展「井桁裕子作品展―加速する私たち」（ぎゃらりーときの忘れもの／東京）　舞踏家・高橋理通子をモデルにした人形《加速する私たち》お披露目

2013年　
「Dolls Collection　時をかける等身大人形－細工人形・菊人形からマネキン・フィギュア・ロボットまで－」（高浜市やきものの里かわら美術館）
2015年
- 「狂童女の戀ー人形・歌・朗読の夕べ『ユトロ』とともに」（東京）
- 9月　個展「井桁裕子新作展　片脚で立つ森田かずよの肖像」（ギャラリーときの忘れもの／東京）　義足のダンサー森田かずよをモデルとした《片脚で立つ森田かずよの肖像》お披露目
- 11月「人形シンポシオンMIDOW展」（公募作品審査員／招待作家として）（大阪）《片脚で立つ森田かずよの肖像》関西初展示

2016年
- 「Action展　Vol.02」大分県主催（大分県立美術館）
- 2月　個展「井桁裕子作品展」（ヒロシマ平和映画祭主催／広島）　舞踏家・高橋理通子をモデルとした人形《加速する私たち》再展示

2017年
- 「第６回心のアート展」東京精神病院科協会主催（池袋芸術劇場）
- 「第６回にんぎょう うらら展」吉徳本店（東京）
- 「西荻きのこ村」（東京）
- 「月夜のからくりサーカス」（ステージパフォーマンスへの作品協力）一般社団法人Get in touch主催（品川プリンスホテル・クラブeX）

2018年
- 「冬のエコール・ド・シモン展」（東京）
- 「絵と人形　春」丸善・丸の内本店オアゾ（東京）
- 「喰丸小 芸術祭　人形展」二人展　昭和村役場主催、旧喰丸小学校（福島）

2019年
- 9月　個展「井桁裕子個展　2004-2019」（ストライプハウスギャラリー／東京）　"ゲージツ家KUMA"こと篠原勝之をモデルとした人形《ウラノス・ロータス・ウラニウム》をWork in Progressとして展示。

## その他の作品
2005年
- 9月 公演「アイオーン」（演出：押井守、音楽：川井憲次、舞踏：最上和子、愛・地球博、夢みる山、テーマシアター「めざめの方舟」）マスク制作

2006年
- 7月 公演「Double ドゥーブル　分身」（舞踏：最上和子。ストライプハウスギャラリー）人形制作
- 映画「アリア」（坪川拓史監督）人形制作

2013年
- 映画「ハーメルン」（坪川拓史監督）人形制作

2019年
- 劇団唐組第63回公演「ジャガーの眼」（唐十郎作、久保井研・唐十郎演出）、サラマンダ役（月船さらら）仮面制作

## 書籍・雑誌
- 1998年6月 『S.M.H. vol.11 関節人形-ベルメールを継ぐものたち』（ホビージャパン）
- 2002年９月『Doll Forum Japan』34号 （ドール・フォーラム・ジャパン）
- 2002年12月『Doll Forum Japan』35号（ドール・フォーラム・ジャパン）
- 2003年6月『Doll Forum Japan』37号 （ドール・フォーラム・ジャパン）
- 2004年3月『Doll Forum Japan』40号 （ドール・フォーラム・ジャパン）
- 2004年10月 『夜想復刊第二号 特集：ドール』（ペヨトル工房）
- 2005年5月『ユリイカ』「特集：人形愛あるいはI,DOLL」（青土社）
- 2006年3-4月 『Bien vol.37  生人形の系譜』（芸術出版社）
- 2006年10月 『TH No.28 分身パラダイス』（書苑新社）
- 2007年12月 『DDD vol.15』（Flux Publishing）
- 2008年8月『瞳17 球体関節人形の群像2 かたるまなざし』（マリア書房）
- 2009年4月『TH No.38 愛しきシカバネ』（書苑新社）
- 2010年1月『TH No.41 トラウマティック・エロティクス』（書苑新社）
- 2010年7月『イラストレーション7月号 no.184』（玄光社）
- 2011年2月『TH No.45 メランコリックな身体』（書苑新社）
- 相馬俊樹『魔淫の迷宮　日本のエロティック・アート作家たち』（2012年1月、ポット出版）
- 2013年7月『詩と詩想』（土曜美術社出版販売）「インタビュー｜人形作家、井桁裕子さんの作品とその世界観」
- 『幻想耽美Japanese Erotica in Contemporary Art』企画：高橋善丸（2014年9月、パイ インターナショナル）
- 2014年12月『TH ExtrArt FILE 03 闇照らす幻想に、いざなわれて』（書苑新社）
- 2015年8月『craft art DOLL 2015』クラフトアート人形コンクール実行委員会（マリアパブリケーションズ）
- 2015年10月 『TH No.64 ヒトガタ／オブジェの修辞学』（書苑新社）「井桁裕子新作展―片脚で立つ森田かずよの肖像」
- 2015年11月『芸術新潮』（新潮社）review「井桁裕子×森田かずよ」
- 2016年7月『craft art DOLL 2016』クラフトアート人形コンクール実行委員会（マリアパブリケーションズ）
- 2017年7月『craft art DOLL 2017』クラフトアート人形コンクール実行委員会（マリアパブリケーションズ）
- 2018年7月『craft art DOLL 2018』クラフトアート人形コンクール実行委員会（マリアパブリケーションズ）